# Arno Kosmata
Arno Kosmata (* 21. Jänner 1963) ist ein österreichischer Politiker (SPÖ) und Polizist. Kosmata war von 2004 bis 2013 Abgeordneter zum Salzburger Landtag.
Kosmata ist Landespolizeidirektor-Stellvertreter mit Dienstgrad Generalmajor und Stadtrat von Sankt Johann im Pongau. 2003 übernahm er das Amt des SPÖ-Bezirksvorsitzenden im Pongau. Er trat bei der Landtagswahl 2004 auf Platz vier der Regionalwahlkreisliste an. Kosmata wurde am 28. April 2004 als Abgeordneter im Salzburger Landtag angelobt und rückte am 13. Dezember 2007 als Klubobmann Stellvertreter nach. Kosmata war bis 2009 Bereichssprecher für Sicherheit und Verkehr und war seitdem auch für die Agenden der Justiz verantwortlich. Bei der Landtagswahl 2009 kandidierte Kosmata hinter Landeshauptfrau Gabi Burgstaller auf Platz zwei der SPÖ-Kandidatenliste im Pongau.
Kosmata ist verheiratet und Vater zweier Kinder.